# Nesyamón
Nesyamón fue una cantora de Amón del templo de Karnak de la Dinastía XXI del Antiguo Egipto. Supuestamente muerta alrededor de los quince años, fue momificada. 
Joseph Déchelette, como conservador del museo de Ruan emprendió un viaje a Egipto trayendo 250 objetos funerarios, entre ellos, la momia de Nesyamón en abril de 1893. Desde entonces se ha conservado con su sarcófago polícromo en el Museo de Bellas Artes y Arqueología Joseph-Déchelette en Ruan.